# Mathilde Gremaud
Mathilde Gremaud (ur. 8 lutego 2000 we Fryburgu) – szwajcarska narciarka dowolna, specjalizująca się w slopestyle'u i big air. W lutym 2016 roku wystartowała w slopestyle'u na igrzyskach olimpijskich młodzieży w Lillehammer, zajmując szóstą pozycję. W zawodach Pucharu Świata zadebiutowała 4 marca 2016 roku w Silvaplana, zajmując 19. miejsce w slopestyle'u. Tym samym już w swoim debiucie wywalczyła pierwsze pucharowe punkty. Pierwszy raz na podium zawodów tego cyklu stanęła 11 listopada 2016 roku w Mediolanie, gdzie była druga w big air. W zawodach tych rozdzieliła na podium Niemkę Lisę Zimmermann i Emmę Dahlström ze Szwecji. W klasyfikacji generalnej sezonu 2016/2017 zajęła 21. miejsce, a w klasyfikacji big air była trzecia. Na rozgrywanych w 2018 roku igrzyskach olimpijskich w Pjongczangu zdobyła srebrny medal w slopestyle'u. Rozdzieliła tam swą rodaczkę, Sarah Höfflin i Isabel Atkin z Wielkiej Brytanii. W styczniu 2019 roku zdobyła złoty medal w big air podczas Winter X Games 23 rozgrywanych w amerykańskim Aspen. Rok później podczas Winter X Games 24 zdobyła srebrny medal również w big air. W sezonie 2018/2019 zajęła drugie miejsce w klasyfikacji big air, ulegając jedynie Kanadyjce Elenie Gaskell. W sezonie 2019/2020 powtórzyła ten wynik, uznając jedynie wyższość rodaczki Giulii Tanno. W styczniu 2021 roku wywalczyła kolejny złoty medal w big air podczas Winter X Games 25. Dwa miesiące później zdobyła srebrny medal w slopestyle'u podczas mistrzostw świata w Aspen. Sezon 2020/2021 zakończyła na drugiej pozycji w klasyfikacji OPP.

## Osiągnięcia

### Igrzyska olimpijskie
| Miejsce | Dzień     | Rok  | Miejscowość | Konkurencja | Zwyciężczyni  |
| ------- | --------- | ---- | ----------- | ----------- | ------------- |
| 2.      | 17 lutego | 2018 | Pjongczang  | Slopestyle  | Sarah Höfflin |
| 3.      | 8 lutego  | 2022 | Pekin       | Big air     | Eileen Gu     |
| 1.      | 15 lutego | 2022 | Pekin       | Slopestyle  | -             |

### Mistrzostwa świata
| Miejsce | Dzień     | Rok  | Miejscowość   | Konkurencja | Zwyciężczyni        |
| ------- | --------- | ---- | ------------- | ----------- | ------------------- |
| 5.      | 19 marca  | 2017 | Sierra Nevada | Slopestyle  | Tess Ledeux         |
| 7.      | 2 lutego  | 2019 | Park City     | Big Air     | Tess Ledeux         |
| 2.      | 13 marca  | 2021 | Aspen         | Slopestyle  | Eileen Gu           |
| 24.     | 16 marca  | 2021 | Aspen         | Big Air     | Anastasija Tatalina |
| 1.      | 28 lutego | 2023 | Bakuriani     | Slopestyle  | –                   |
| 1.      | 21 marca  | 2025 | Engadyna      | Slopestyle  | –                   |

### Igrzyska olimpijskie młodzieży
| Miejsce | Dzień     | Rok  | Miejscowość | Konkurencja | Zwyciężczyni   |
| ------- | --------- | ---- | ----------- | ----------- | -------------- |
| 6.      | 19 lutego | 2016 | Lillehammer | Slopestyle  | Łana Prusakowa |

### Puchar Świata

#### Miejsca w klasyfikacji generalnej
- sezon 2015/2016: 158.
- sezon 2016/2017: 21.
- sezon 2017/2018: -
- sezon 2018/2019: 22.
- sezon 2019/2020: 19.

Od sezonu 2020/2021 klasyfikacja generalna została zastąpiona przez klasyfikację Park & Pipe (OPP), łączącą slopestyle, halfpipe oraz big air.
- sezon 2020/2021: 2.
- sezon 2021/2022: 36.
- sezon 2022/2023: 4.
- sezon 2023/2024: 1.
- sezon 2024/2025: 4.

#### Miejsca na podium w zawodach
1. Mediolan – 11 listopada 2016 (big air) – 2. miejsce
2. Mammoth Mountain – 4 lutego 2017 (slopestyle) – 2. miejsce
3. Quebec – 11 lutego 2017 (big air) – 1. miejsce
4. Silvaplana – 3 marca 2017 (slopestyle) – 3. miejsce
5. Modena – 4 listopada 2018 (big air) – 1. miejsce
6. Stubai – 23 listopada 2018 (slopestyle) – 3. miejsce
7. Mammoth Mountain – 10 marca 2019 (slopestyle) – 1. miejsce
8. Quebec – 16 marca 2019 (big air) – 1. miejsce
9. Modena – 3 listopada 2019 (big air) – 1. miejsce
10. Atlanta – 21 grudnia 2019 (big air) – 1. miejsce
11. Calgary – 15 lutego 2020 (slopestyle) – 2. miejsce
12. Silvaplana – 27 marca 2021 (slopestyle) – 3. miejsce
13. Chur – 21 października 2022 (big air) – 3. miejsce
14. Copper Mountain – 16 grudnia 2022 (big air) – 2. miejsce
15. Tignes – 18 marca 2023 (slopestyle) – 1. miejsce
16. Chur – 19 października 2023 (big air) – 1. miejsce
17. Stubai – 23 listopada 2023 (slopestyle) – 1. miejsce
18. Copper Mountain – 16 grudnia 2023 (big air) – 2. miejsce
19. Laax – 21 stycznia 2024 (slopestyle) – 1. miejsce
20. Mammoth Mountain – 3 lutego 2024 (slopestyle) – 1. miejsce
21. Tignes – 15 marca 2024 (big air) – 1. miejsce
22. Tignes – 16 marca 2024 (slopestyle) – 2. miejsce
23. Silvaplana – 24 marca 2024 (slopestyle) – 2. miejsce
24. Chur – 18 października 2024 (big air) – 1. miejsce
25. Stubai – 23 listopada 2024 (slopestyle) – 2. miejsce
26. Laax – 17 stycznia 2025 (slopestyle) – 3. miejsce